# アンクル・トムの小屋
『アンクル・トムの小屋』（Uncle Tom's Cabin）は、アメリカ合衆国のストウ夫人（ハリエット・ビーチャー・ストウ）の小説。『トムじいの小屋』、または原題の音訳で『アンクル・トムズ・キャビン』とも。

## あらすじ
あらすじは初老の黒人奴隷トムの数奇で不幸な半生を描いている。シェルビー家に仕えていた黒人奴隷トムは、主人の息子ジョージから慕われて幸福な日々を送っていたが、そのシェルビー家が困窮したためにジョージと別れて売られていくことになる。売られていく途中、船で出会った白人少女のエヴァンジェリンを救ったことで仲良くなり、彼女に愛されるようになる。しかし、その後にエヴァンジェリンは病死し、トムの理解者だったエヴァンジェリンの父も事故死してしまい、トムは奴隷に冷たかったエヴァンジェリンの母によって悪辣な農場主レグリーに売られてしまう。レグリーの元で残虐な扱いを受けたトムは、最後にはレグリーに暴行されて死亡する。死の直前にトムは、彼を買い戻しに駆けつけたジョージと再会し、そのジョージによって丁重に葬られた。ジョージは奴隷解放、制度廃止の運動に身を投じる。この作品はトムの受難に関するものと、トムと一緒に売られそうになったハリー坊やとその両親がカナダに逃げ延びるまでのものとの二本立てになっており、後者は子供向けに翻案された作品では省かれていることが多い。

## 影響と評価
当時のアメリカは奴隷解放問題で南北分裂の危機を抱えていたため、大変大きな反響を呼び、奴隷解放への世論を喚起する一方、奴隷制の擁護論者からは激しい批判を浴びせられた。この本の出版後、奴隷制支持者たちによるアンチ本（反トム文学）が多数出版された。それらは「優しい白人主人の元で幸せな生活を送る黒人奴隷」といった内容がほとんどであった。その中で最も有名で商業的に成功したのはメアリー・ヘンダーソン・イーストマンによる『アント・フィリスの小屋』で、上記のように「優しくて常識的な白人主人のもとで幸せな生活を送る黒人奴隷」と「北部で惨めな生活を送る労働者や自由な黒人」を小説の中で対比させ、奴隷制の素晴らしさを説いている。ロバート・M・パーシグは、本書を「優れているとはいいがたいが、当時の社会的背景を捉えたために成功した作品」と評する（イーストマンはその後、奴隷制反対派に転じた。）。その後、アメリカは奴隷解放問題を一つの引き金にして南北戦争に突入する。そこに至る上で本作の存在は無視できないものがある。その影響の大きさは、後年の開戦後にエイブラハム・リンカーン大統領が作者のストウ夫人と会見した際、「あなたのような小さな方が、この大きな戦争を引き起こしたのですね」と挨拶したという逸話からも、うかがい知ることができる。その高い知名度から、数回にかけて実写映像化された。
この作品は、黒人奴隷問題の摘発の書として知られているが、キリスト教色の非常に濃い宗教小説との評価もある。エヴァンジェリンを天使、レグリーを悪魔と見立てた上で、受難しそれを耐え忍び、自らを殺そうとするレグリーをも赦し、2人の凶暴な男に囲まれて亡くなるというトムの最期は、イエス・キリストをモチーフとする解釈も可能である。エヴァンジェリンにしても、ただ幼い死によって話の悲劇性を際立たせるだけの存在ではなく、年齢の近い黒人少女トプシーの精神を救い、その様は周囲の大人をも感化する小さな伝道者（エヴァンジェリスト）と解釈できるのである。トムの従順な態度は一見脆弱な存在に映ることもあるが、実際にはイエス・キリストの受難になぞらえているのであって、決してトムを弱い存在として作品自体は描こうとはしていない。

## 蔑称としての「アンクル・トム」
一方で、作中のトムの従順な態度から、公民権運動以降のアメリカの黒人の間では、この作品に対する評価が否定的なものに変化している。現在、黒人の間で通常「アンクル・トム」は「白人に媚を売る黒人」「卑屈で白人に従順な黒人」という軽蔑的な形容を意味する。
ジンバブエのムガベ大統領がアメリカのライス国務長官を“アンクル・トムの娘”と罵倒したことは、その蔑称としての意味をよく表している例である。さらに、黒人と同じく合衆国の被差別民族であるインディアンたちは、これに呼応して「白人に媚を売るインディアン」を「アンクル・トマホーク」と呼んでいる。
また、中国系アメリカ人は同様に、「白人に媚を売る中国系アメリカ人」を「アンクル・トン」（Uncle Tong）と呼ぶ。
モハメド・アリは現役当時、黒人への差別を色濃く残していた白人社会に激しい嫌悪感を抱いており、ネイション・オブ・イスラムに入信して対決姿勢を明確にしていた。そのため、白人社会に表立った不満を言わず従順でいる対戦相手の黒人選手を「アンクル・トム」と罵っていた。彼の白人社会への憎悪は強く、アーニー・テレルがわざと旧名の「カシアス・クレイ」と呼んだことに激怒して、判定まで「俺の名を言ってみろ！」と叫びながら徹底的に痛めつけ、試合後には「奴隷の名で俺を呼んだ罰だ」と発言したほどだった。

## 日本における出版
1897年から翌年にかけて、『國民新聞』に連載小説として掲載された。当時の邦題は『トムの茅屋』であった。
主な翻訳・再話
- 『奴隷トム』百島冷泉抄訳 内外出版協会 通俗文庫 1907年
- 『奴隷トム アンクル・トムス・ケビン』永代美知代譯 誠文堂 1923年
- 『アンクル・トムス・ケビン』和気律次郎訳　世界大衆文学全集 改造社 1927年
- 『アンクル・トムス・ケビン』今井嘉雄訳 春秋社 春秋文庫 1933年 全3巻
- 『トム爺の小屋』永田義直訳 安場辰男絵 嫩草書房 1948年
- 『アンクル・トム物語』前田晁訳 土村正寿絵 童話春秋社 世界名作物語 1950年
- 『アンクル・トムス・ケビン』吉田健一訳 新潮文庫 1952年 上下巻
- 『トムじいやの小屋』杉木喬訳 高松甚二郎絵 岩波少年文庫 1958年
- 『アンクル・トムス・ケビン』田中西二郎訳 木下新絵 東京創元社 世界少年少女文学全集 1960年
- 『アンクル・トムの小屋』大久保康雄訳 岩田浩昌絵 小学館 少年少女世界名作文学全集 1961年
- 『アンクル・トム物語』吉田甲子太郎訳 武部本一郎絵 講談社 少年少女世界名作全集 1961年
- 『トムおじの小屋』阿部知二訳 講談社 少年少女新世界文学全集 1964年
- 『アンクル・トムズ・ケビン 奴隷の生活の物語 完訳』山屋三郎,大久保博訳 角川文庫 1965年-1966年 上下巻
- 『アンクル・トムの小屋』村岡花子訳 沢井一三郎絵 潮出版社 希望ブックス 1967年
- 『アンクル・トムの小屋』大橋吉之輔訳 旺文社文庫 1967年 上下巻
- 『アンクル・トムの小屋』中山知子訳 武部本一郎絵 ポプラ社 世界の名著 1968年
- 『アンクル・トムの小屋』相沢次子訳 春陽堂書店 1978年
- 『アンクル・トムの小屋』宇野輝雄訳 村上幸一絵 集英社 少年少女世界の名作 1982年
- 『アンクル・トムの小屋』神鳥統夫訳 岩崎書店 世界の少女名作 1991年
- 『アンクル・トムの小屋』丸谷才一訳 河出書房新社 世界文学の玉手箱 1993年
- 『アンクル・トムの小屋』平野信行監修 森下麻矢子訳 ニュートンプレス 1997年
- 『新訳アンクル・トムの小屋』小林憲二監訳 明石書店 1998年
- 『アンクル・トムの小屋』土屋京子訳 光文社古典新訳文庫 2023年 上下巻

## 映画
- Uncle Tom's Cabin（1903年/監督エドウィン・S・ポーター）
- Uncle Tom's Cabin（1927年/監督ハリー・A・ポラード）

## 漫画
- 『アンクルトムの小屋』南義郎画 『小学五年生』1958年10月号付録[5]

## テレビアニメ
- 『まんが世界昔ばなし』第124 - 125話「アンクルトムの小屋」[6] 1977年